# Espen Søbye
Espen Pål Søbye,  född 9 juli 1954 i Hamar, är en norsk författare, filosof, statistiker och litteraturkritiker.
Søbye studerade filosofi vid Universitetet i Oslo där han uppnådde magistergrad 1982. Åren 1985 till 2004 var han anställd vid Statistisk sentralbyrå, SSB, där han arbetade med särskild inriktning mot historisk statistik och Norges demografiska utveckling mellan 1814 och 2014. 
Søbye utsågs 2005 till en av Norges 10 främsta intellektuella av tidningen Dagbladet. Han är som litteraturkritiker verksam i tidningen Dagbladet, i tidskrifterna Samtiden och Morgenbladet. Han har nämnt den tyske filosofen Max Horkheimer i egenskap av intellektuell förebild.
Søbye har skrivit biografier om Kathe Lasnik, Arthur Omre, Rolf Stenersen och Johan Scharffenberg.
År 2014 utgav han i samarbete med SSB en bok om Norges historia, byggd uteslutande på befolkningsstatisktik: Folkemengdens bevegelse.
Espen Søbye utsågs till årets litteraturkritiker i Norge 2006. I NRK:s radioprogram Faktasjekken kårades biografin om Kathe Lasnik Kathe – alltid vært i Norge till den näst mest betydelsefulla facklitterära bok som utgivits i Norge sedan 1945 inom kategorin biografier.